# Episodi de I Fungies (seconda stagione)
La seconda stagione della serie animata I Fungies, composta da 20 episodi, è stata pubblicata negli Stati Uniti, da HBO Max, il 3 giugno 2021.
In Italia è stata trasmessa dal 1º novembre 2021 al 4 maggio 2022 su Cartoon Network.
| nº | Titolo originale        | Titolo italiano       | Prima TV USA  | Prima TV Italia  |
| -- | ----------------------- | --------------------- | ------------- | ---------------- |
| 1  | Bird War                | Guerra tra uccelli    | 3 giugno 2021 | 9 novembre 2021  |
| 2  | Bug Buds                | Amici insetti         | 3 giugno 2021 | 1º novembre 2021 |
| 3  | Beefo the Kid           | Affari spaziali       | 3 giugno 2021 | 2 novembre 2021  |
| 4  | Where the Truffalo Roam | La migrazione         | 3 giugno 2021 | 3 novembre 2021  |
| 5  | Seth the Frog           | Seth il Rospo         | 3 giugno 2021 | 4 novembre 2021  |
| 6  | Home, Run!              | Problemi di sicurezza | 3 giugno 2021 | 5 novembre 2021  |
| 7  | The Scoop               | Lo scoop              | 3 giugno 2021 | 8 novembre 2021  |
| 8  | Flawless                | I difetti di Seth     | 3 giugno 2021 | 11 novembre 2021 |
| 9  | Smarty Flower           | Il fiore cervellone   | 3 giugno 2021 | 10 novembre 2021 |
| 10 | Campfire Creepies       | Il falò del terrore   | 3 giugno 2021 | 12 novembre 2021 |
| 11 | I Hear You              | La banda dei granchi  | 3 giugno 2021 | 15 gennaio 2022  |
| 12 | Twinseparable           | Gemelli inseparabili  | 3 giugno 2021 | 15 gennaio 2022  |
| 13 | For Keeps               | La sfida degli arti   | 3 giugno 2021 | 15 gennaio 2022  |
| 14 | Tina Turnip             | Tina la rapa          | 3 giugno 2021 | 15 gennaio 2022  |
| 15 | The Mayor's Apprentice  | L'apprendista sindaco | 3 giugno 2021 | 16 gennaio 2022  |
| 16 | Gorbo Gets Flushed      | Alla ricerca di Gorbo | 3 giugno 2021 | 16 gennaio 2022  |
| 17 | Rattlesnake Jane        | Serpente Jane         | 3 giugno 2021 | 16 gennaio 2022  |
| 18 | Special Bloom           | Un fiore speciale     | 3 giugno 2021 | 16 gennaio 2022  |
| 19 | Meteor Madness          | Il meteorite          | 3 giugno 2021 | 16 gennaio 2022  |
| 20 | Camping with the Family | Sfide familiari       | 3 giugno 2021 | 4 maggio 2022    |